# Chasmocephalon
Chasmocephalon är ett släkte av spindlar. Chasmocephalon ingår i familjen Anapidae.
Kladogram enligt Catalogue of Life:
| Chasmocephalon | \| \| Chasmocephalon acheron \| \| \| \| \| \| Chasmocephalon alfred \| \| \| \| \| \| Chasmocephalon eungella \| \| \| \| \| \| Chasmocephalon flinders \| \| \| \| \| \| Chasmocephalon iluka \| \| \| \| \| \| Chasmocephalon neglectum \| \| \| \| \| \| Chasmocephalon pemberton \| \| \| \| \| \| Chasmocephalon tingle \| \| \| \| |
|                | \| \| Chasmocephalon acheron \| \| \| \| \| \| Chasmocephalon alfred \| \| \| \| \| \| Chasmocephalon eungella \| \| \| \| \| \| Chasmocephalon flinders \| \| \| \| \| \| Chasmocephalon iluka \| \| \| \| \| \| Chasmocephalon neglectum \| \| \| \| \| \| Chasmocephalon pemberton \| \| \| \| \| \| Chasmocephalon tingle \| \| \| \| |
|                | Chasmocephalon acheron |
|                | |
|                | Chasmocephalon alfred |
|                | |
|                | Chasmocephalon eungella |
|                | |
|                | Chasmocephalon flinders |
|                | |
|                | Chasmocephalon iluka |
|                | |
|                | Chasmocephalon neglectum |
|                | |
|                | Chasmocephalon pemberton |
|                | |
|                | Chasmocephalon tingle |
|                | |